# Amatör
En amatör, av franska amateur (ursprungligen från latinets verb amare, som substantiv amator, "en som älskar"), är en person som ägnar sig åt en verksamhet av eget intresse utan att ha den som yrke – motsatsen till professionell. Gränsen kan definieras antingen genom utbildnings- och erfarenhetsnivå, eller genom inkomstnivå.

## Inom olika verksamheter

### Amatörer inom idrott
Amatörbegreppet har spelat stor roll inom idrotten då många av de mest prestigefyllda tävlingarna (däribland OS) fram till början av 1990-talet var reserverade för amatörer. Denna strikta indelning härstammar från 1800-talet. Den som tog emot pengar för sitt idrottande utöver kostnadsersättningar stängdes av antingen på en viss tid eller på livstid beroende på penningsumma. En del länder, särskilt i östblocket, kringgick reglerna genom att ge idrottarna anställning (oftast som officerare) där de kunde träna på arbetstid. Samtidigt har en del alpinskidåkare avstängts för att de varit skidlärare, alltför grenspecifikt för att inte räknas som professionellt. En del kända idrottare har blivit avstängda för brott mot amatörreglerna. Till exempel Jim Thorpe OS-vinnare år 1912, för att han deltagit i proffsbaseball i liten utsträckning. Även Gunder Hägg, på livstid 1946, för att ha tagit emot prispengar från galaarrangörer. Se även sportens historia.
Amatör- och proffsklasser finns än idag i bland annat boxning och danssport.

### Amatörbegreppet inom konst och medier
Inom kulturområdet talar man om professionella kulturutövare och personer som ägnar sig åt amatörkultur. De professionella utövarna har, något förenklat, lön för att arbeta med kultur. De som är aktiva inom amatörkulturen gör det utifrån ett ideellt engagemang. En individ kan vara professionell utövare och samtidigt vara engagerad inom amatörkulturen på sin fritid. Det är också vanligt att professionella kulturutövare och företrädare för amatörkulturen samarbetar i olika kulturprojekt och -evenemang.
Många av de nationella förbund som är aktiva inom amatörkulturområdet är medlemmar i Amatörkulturens samrådsgrupp.
Inom film finns begreppet amatörfilm, ett vanligt förekommande exempel är filmer på internet, till exempel Youtube.

### Amatörer inom vetenskap
Före modern tid var många forskare amatörer. Amatörer spelar än idag en viktig roll inom astronomin, se amatörastronomi.

## Amatörisering
Amatörisering innebär att amatörer i allt större utsträckning övertar den kunskap och det arbete som tidigare utförts av yrkesmän. Detta sker bland annat inom den kulturella produktionen tack vare en allt mer ökad tillgång på avancerad teknik och enkel spridning via utvecklingen av Internet. Internet har blivit en växande arena för deltagarkultur och medborgarjournalistik, där både konstspridning och opinionsbildning (bland annat via sociala medier samt öppet producerade uppslagsverk (främst genom wiki-tekniken) till stora delar konkurrerar med traditionella massmedier.

## Relaterade ord, sidobetydelser
Ordet dilettant, efter italienskans dilettante, syftar i modern svenska oftast på en amatör i betydelsen "någon som sysslar med något utan nödvändig sakkunskap", motsvarande "nybörjare" eller "klåpare". Denna värderande betydelse av begreppet amatör finns också i svenska språket, som en sidobetydelse till grundbetydelsen om någon som verkar utan (ekonomisk) ersättning och/eller yrkesstatus.
Amatör kan på svenska ibland även syfta på den franska grundbetydelsen "älskare". Då handlar det om en entusiast inom ett visst gebit.